# Castell de Pithiviers
El castell de Pithiviers és un antic castell fortificat, actualment destruït, que es trobava a la comuna francesa de Pithiviers, al departament del Loiret, a la regió Centre-Vall del Loira.

## Històric
El castell de Pithiviers, construït cap a l'any 1000, incloïa la col·legiata de Saint-Georges i la torre encarregada per Héloïse de Pithiviers al mestre d'obres Lanfred, que també va treballar al castell d'Ivry-la-Bataille.
Aquesta torre de 33 metres va dominar la ciutat durant gairebé 840 anys abans de la seva demolició el 1837. Avui el Théâtre du Donjon evoca la seva memòria a prop.
Durant la Vuitena Guerra de Religió, la ciutat va ser presa pels dos Enrics (el rei de França Enric III i Enric de Navarra) el 1589 .